# Габриэль, Игор
Игор Габриэль Фернандес Алвес (порт. Higor Gabriel Fernandes Alves; род. 28 апреля 1999, Жагуариуна, Сан-Паулу) — бразильский футболист, защитник клуба «Навбахор».

## Карьера

### «Сабах»

#### Начало карьеры
Воспитанник футбольной академии бразильского клуба «Рио-Бранко». В 2020 году присоединился к бразильскому клубу «Флуминенсе», где продолжал выступать на молодёжном уровне, также попадая в заявки на матчи  чемпионата и Лиги Кариока. Дебютировал за клуб 21 марта 2021 года в матче против «Португеза» в Лиге Кариока. В сентябре 2021 года покинул бразильский клуб. В феврале 2022 года на правах свободного агента присоединился к азербайджанскому клубу «Сабах». Дебютировал за клуб 19 марта 2022 года в матче против «Сабаила», выйдя на поле в стартовом составе. На протяжении сезона выступал за клуб в роли игрока замены, выйдя на поле лишь дважды, результативными действиями не отличившись. По итогу сезона вместе с клубом завершил чемпионат на итоговом пятом месте.

#### Аренда в «Динамо» Минск
В июле 2022 года на правах арендного соглашения присоединился к минскому «Динамо», соглашения с которым рассчитано до конца сезона. Дебютировал за клуб 27 августа 2022 года в матче против бобруйской «Белшины», выйдя на поле в стартовом составе. По итогу сезона вместе с клубом завершил чемпионат на итоговом четвёртом месте в турнирной таблице. На протяжении сезона выступал за белорусский клуб в роли одного из ключевых игроков, хоть первоначально и оставался на скамейке запасных, однако быстро смог закрепиться в стартовом составе, но результативными действиями не отличился. Также на протяжении сезона входил в число футболистов с большим процентом точности передач. В декабре 2022 года покинул клуб по окончании срока действия арендного соглашения.

#### Аренда в «Львов»
Вернувшись, в декабре 2022 года, футболист не мог принимать участие в матчах с азербайджанским «Сабахом» до открытия зимнего трансферного окна, принимая участие только в тренировочных процессах. В феврале 2023 года на правах арендного соглашения присоединился к украинскому «Львову», подписав контракт до коцна сезона. Дебютировал за клуб 6 марта 2023 года в матче против клуба «Минай», выйдя на поле в стартовом составе. В мае 2023 года покинул украинский клуб ещё до полноценного окончания чемпионата. По итогу сезона львовский клуб завершил чемпионат на итоговом последнем месте, а затем и вообще прекратил своё существование. На протяжении сезона выступал за украинский клуб в роли одного из ключевых игроков, однако результативными действиями не отличился.

### «Хибернианс»
В сентябре 2023 года азербайджанский «Сабах» расторг с футболистом контракт по соглашению сторон. В январе 2024 года стал игроком мальтийского клуба «Хибернианс», подписав контракт до конца сезона. Дебютировал за клуб 7 февраля 2024 года в матче Кубка Мальты против клуба «Гзира Юнайтед», выйдя на замену на 85 минуте. Дебютный матч в рамках мальтийского чемпионата сыграл 10 февраля 2024 года против клуба «Флориана», выйдя на замену на 68 минуте. По итогу сезона вместе с клубом завершил чемпионат на итоговом шестом месте в турнирной таблице. На протяжении сезона выступал за мальтийский клуб в роли одного из ключевых игроков, однако результативными действиями не отличился. Новый сезон начинал в составе мальтийского клуба, продолжая выступать в роли ключевого игрока. В январе 2025 года покинул клуб.

### «Навбахор»
В январе 2025 года прибыл в расположение узбекского «Навбахора». Официально 29 января 2025 года на правах свободного агента присоединился к узбекскому клубу, подписав контракт до конца сезона. Дебютировал за клуб 16 марта 2025 года в матче против клуба «Согдиана», выйдя на поле в стартовом составе. Дебютным забитым голом за клуб отличился 11 апреля 2025 года в матче против клуба «Шуртан».